# Erika Vonhoff

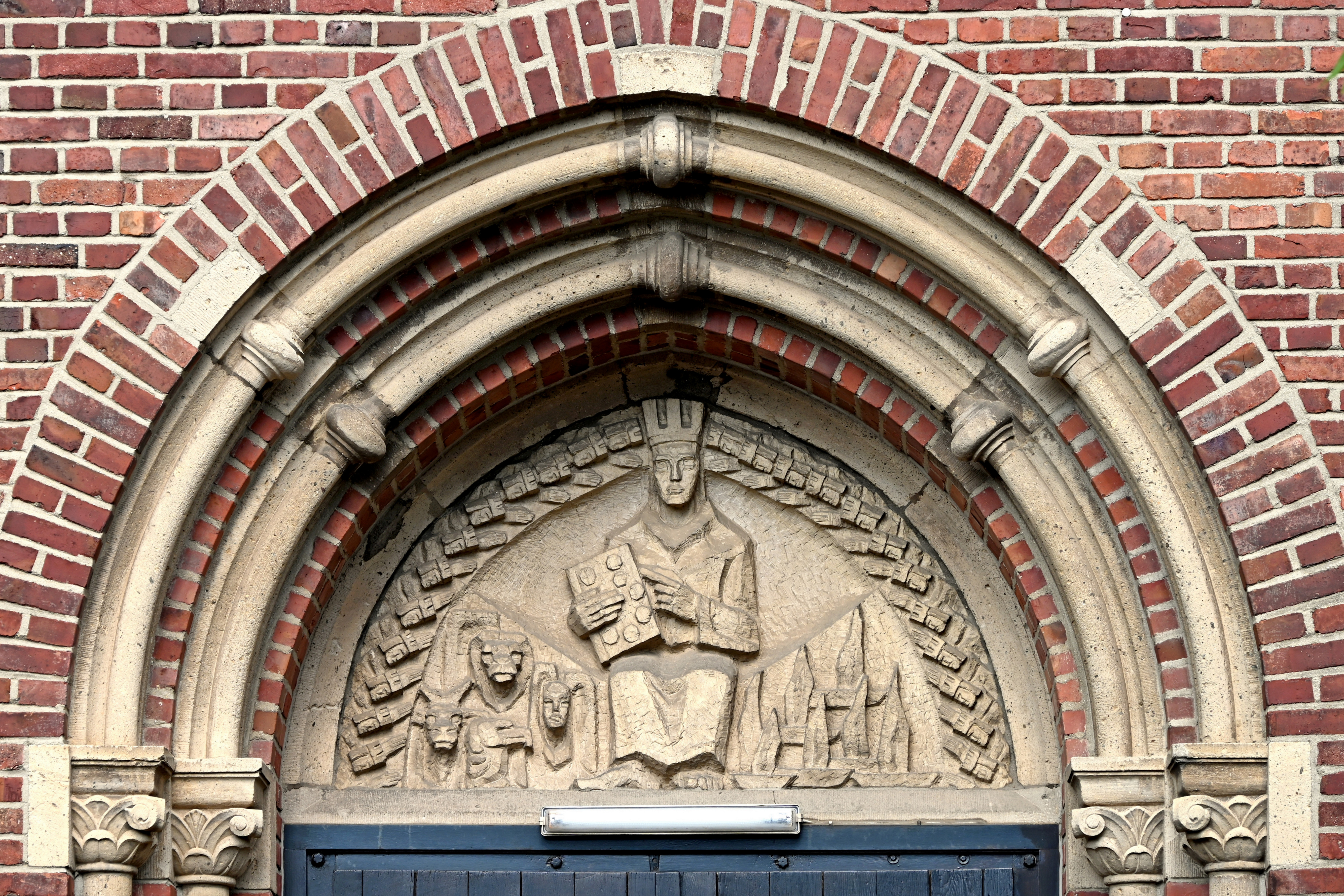
Tympanon über dem Hauptportal der Pfarrkirche in Arnoldsweiler

Erika Vonhoff (* 11. Oktober 1924; † 6. April 2011 in Aachen) war eine deutsche Bildhauerin.

## Wirken
Erika Vonhoff war hauptsächlich im sakralen Bereich tätig. Viele ihrer Kunstwerke sind in Kirchen, hauptsächlich im Rheinland zu finden. Sie lebte und arbeitete in Aachen und fand ihre letzte Ruhestätte auf dem Aachener Westfriedhof.

## Werke (Auswahl)
- 1957 Reliefs für die Sieben Fußfälle in Hinsbeck
- 1957 Gefallenendenkmal auf dem Ehrenfriedhof Weisweiler[2]
- 1959 Neue Reliefs aus Schiefer für die Sieben Fußfälle in Hinsbeck[3]
- 1966 Chorwand und Portale der Kapelle der St.-Ursula-Schule in Geisenheim
- 1968 Vier Relief-Tympanons für die Portale der Pfarrkirche St. Arnold in Arnoldsweiler
- 1971 Zelebrationsaltar, Ambo, Priestersitze und Vortragekreuz für die Pfarrkirche in Arnoldsweiler
- 1975 Stationsbilder für den Kreuzgarten in Breyell[4]